# DGC 레코드
DGC 레코드(DGC Records)는 유니버셜 뮤직 그룹 소유의 인터스코프-게펜-A&M의 종속회사로 운영되는 미국의 음반사다. DGC는 데이비드 게펜 컴퍼니(David Geffen Company)의 두문자다.
1990년경 게펜 레코드의 자회사로 발족했다. 1991년 MCA 뮤직 엔터테인먼트 그룹이 인수하기 전까지, 워너 브라더스 레코드에서 배급을 맡았다. 이 회사는 게펜 소속의 하드 록 음악가들의 성공에 기여한 바가 크다. 처음에는 프로그레시브 록 및 헤비 메탈에 진력하였으나, 그다음 수십년간 발흥되는 얼터너티브 록을 수용하면서 너바나, 소닉 유스, 홀, 위저, 벡 같은 영향력 있는 음악가들과 계약을 체결했다. 힙합 밴드 더 루츠의 초기 작품을 발매하기도 했다.
1999년경 게펜의 모회사 유니버셜 뮤직 그룹과 폴리그램의 합병 건으로 DGC 레이블은 문을 닫았으며 전속 음악가들은 게펜 사 쪽으로 짐을 쌌다. 그로부터 몇 년 뒤부터 DGC 사명 및 로고는 지나간 저작들의 재발매 시에 더러 붙어나오기 시작했다. 2007년경 인터스코프-게펜-A&M과 계약한 얼터너티브 음악가들(및 드림웍스 레코드의 음악가들) 다수를 인계받은 인터스코프 레코드의 브랜드로 재활했다. 다시 활동하면서 위저, 벡, 카운팅 크로우스, 라이즈 어게인스트의 음반들도 속속 발매되고 있다. 최근에는 마이스페이스 레코드와 인디 음반사 러키 얼 뮤직과 제휴하고 신흥 LA 아티스트 메이코와 계약도 맺었다.
오늘날까지 DGC의 저작 가운데 가장 많이 팔린 음반은 너바나의 1991년 음반 《Nevermind》로, 전 세계에서 2,500만 판매를 달성, 그 중에서도 1,000만 장이 미국에서만 판매된, 다이아몬드 판매 인정을 받은 본사의 가장 첫 번째 음반이다.

## 같이 보기
- 인터스코프 게펀 A&M